# US-amerikanische Badmintonmeisterschaft 2008
Die US-amerikanische Badmintonmeisterschaft 2008 fand vom 4. bis zum 6. April 2008 im Golden Gate Badminton Club in Menlo Park, Kalifornien, statt.

## Medaillengewinner
| Disziplin    | Gold                            | Silber                      | Bronze                             |
| ------------ | ------------------------------- | --------------------------- | ---------------------------------- |
| Herreneinzel | Raju Rai                        | Howard Bach                 | Khankham Malaythong                |
| Dameneinzel  | Lee Joo Hyun                    | Kuei Ya Chen                | Thuy Hoang                         |
| Herrendoppel | Howard Bach Khankham Malaythong | Daniel Gouw Chandra Kowi    | Steven Jonatan Christopher Lun     |
| Damendoppel  | Mona Santoso Lee Joo Hyun       | Jamie Subandhi Kuei Ya Chen | Thuy Hoang Qiu Ming Wu             |
| Mixed        | Chandra Kowi Mona Santoso       | Daniel Gouw Rulan Yeh       | Khankham Malaythong Jamie Subandhi |